# Chihiro (イラストレーター)
chihiro（チヒロ）は、日本のイラストレーター。女性。

## 人物
東京都在住の苺と美少女が大好きなイラストレーター。
おもに男性向けでオリジナルや版権を描いたりしている。イラスト『いや、そうはならんやろ』シリーズを毎週土曜21時にアップしている。
また同人活動もしており、サークル名は「khorosho」。

## 主な作品

### デザイン
- ねむりましろ(IRIAM公式Vライバー) -（バーチャルYouTuber、キャラクターデザイン）
- 姫川 夢愛(IRIAM公式Vライバー) -（バーチャルYouTuber、キャラクターデザイン）
- べあもりゆるも -（バーチャルYouTuber、キャラクターデザイン）
- 蒼鈴ルナ -（バーチャルYouTuber、キャラクターデザイン）

### ゲーム
- 要塞少女 - ジュルナ  (キャラクターデザイン）
- 要塞少女 - パルム  (キャラクターデザイン）

## 書籍
- 『俺得はぷにんぐ! chihiro画集』KADOKAWA、2022年11月16日。ISBN 978-4048971911。